# ShinyHunters
ShinyHunters est un groupe de pirates informatiques français formé en 2020 qui aurait été impliqué dans de nombreuses violations de données, près de 400 millions. Les informations volées sont ensuite souvent vendues sur le dark web.

## Origine
Le nom du groupe fait directement référence au jeu Pokémon, les joueurs devant effectuer des quêtes à la recherche de Pokémons extrêmement rares appelés Pokémons chromatiques ou brillants (traduction de l'anglais shiny). Pour ce groupe de pirates, le Pokémon rare est une donnée personnelle avec beaucoup de valeur.

## Vols de données
Le groupe est soupçonné d'être impliqué dans le vol de près de 400 millions de données personnelles pour plus de 60 sites internet. La plupart des bases de données étaient ensuite revendues sur des forums voire diffusées gratuitement. Cependant, il apparaît également que le groupe a menacé des propriétaires de sites internet pour les faire chanter contre la non diffusion des bases de données,.
Parmi les principaux sites internet piratés et bases de données volées, on peut citer l'éditeur de logiciels Microsoft, le site de développement Github, l’application de rencontres Zoosk, le service d’impression Chatbooks, l’entreprise de livraison de repas Home Chef, la marque de vêtements Bonobos, l'opérateur téléphonique AT&T, le géant sud-coréen de la mode SocialShare ou encore le site de vente entre particuliers Vinted.
En mai 2024, un groupe de pirates revendique le piratage de 560 millions d'utilisateurs de la plateforme Ticketmaster. Le message est suffisamment pris au sérieux pour que le FBI propose son aide au gouvernement australien. Le groupe de pirates a mis en vente les données piratées sur un forum du dark web pour 500 000 dollars (soit 460 000 euros).
Fin mai 2024, ShinyHunters revendique le piratage des données de 30 millions de clients de la banque espagnole Santander. Ces données sont mises en vente par le groupe de pirates pour le montant de 2 millions de dollars.

## Enquête et arrestations
La section cybercriminelle du FBI, la Seattle Cyber Task Force est chargée de l'enquête qui durera près de deux ans et permettra d'identifier plusieurs criminels dont trois français,.
Sébastien Raoult, un français de 21 ans est accusé de cybercriminalité par le FBI. Il est arrêté le 31 mai 2022 au Maroc, à l'aéroport de Rabat avant d'avoir pu décoller pour la Belgique, puis est incarcéré dans une prison marocaine. Son avocat demande à la justice marocaine son extradition en France mais il finit par être extradé vers les États-Unis en janvier 2023,. Il encourt jusqu'à 116 ans de prison pour un total de neuf chefs d'accusation et plaide non coupable. Il est incarcéré dans une prison de Seattle aux Etats-Unis,,.
Les deux autres français, Abdel H. et Gabriel K. B., sont identifiés et interrogés par les polices françaises et américaines, puis relâchés sans poursuites. Ce dernier avait déjà été jugé en 2019 pour le piratage de la chaîne Vevo, mais avait été déclaré pénalement irresponsable. Il est mis en examen dans une autre affaire, soupçonné d'avoir piraté la plateforme de cryptomonnaie Gatehub en 2019 et volé, avec d'autres hackers, près de 9 millions d'euros.
Les différents protagonistes affirment ne pas faire partie des ShinyHunters, précisant que les piratages se font sous pseudos et qu'il est aisé pour une personne mal intentionnée d'usurper l'identité d'une autre personne.
À ce jour, parmi toutes les personnes soupçonnées de faire partie du groupe de hackers, seul Sébastien Raoult est poursuivi devant la justice pour les faits concernés. Il est arrêté le 4 décembre 2024 à son atterrissage en France.